# Prozession im Gouvernement Kursk
Prozession im Gouvernement Kursk ist der Titel eines Gemäldes des russischen Malers Ilja Repin (1844–1930).
Das 178 × 285,4 cm große Bild wurde 1880 begonnen und 1883 fertiggestellt. Es zählt zu Repins bekanntesten Werken und gehört zum Bestand der Tretjakow-Galerie in Moskau, der reichsten Sammlung von Werken des Meisters.

## Inhalt
Das Gemälde zeigt eine kirchliche Prozession, die die wundertätige Ikone der Gottesmutter von Kursk begleitet, die alljährlich am 9. Freitag nach Ostern von der Snamenski-Kathedrale in Kursk zur Korennaja Pustyn (Wurzel-Einsiedelei) getragen wird, wo die Ikone bis zum 12. September (24. September) bleibt und dann nach Kursk zurückkehrt.

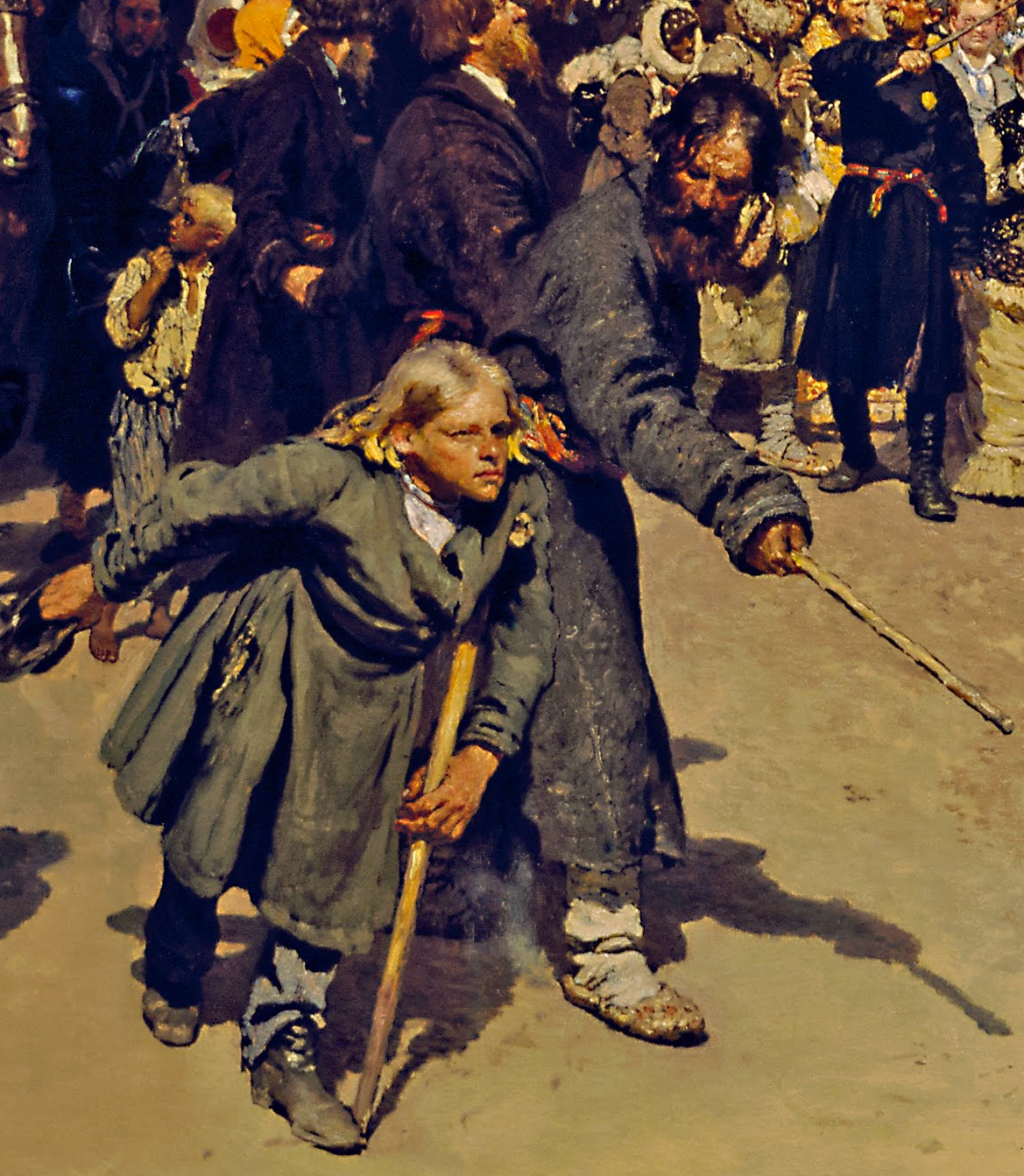
Detail (Buckliger mit Krücke, dem ein Bauer mit einem Stock den Weg abschneidet)

Ilja Repin, ein prominenter Vertreter des russischen künstlerischen Realismus der zweiten Hälfte des 19. Jahrhunderts, der von seinen Zeitgenossen als nicht religiös bezeichnet wurde, konzentrierte sich in seinen Werken mehr als einmal auf die Darstellung des sozialen Status der einfachen Landbevölkerung. Sein Realismus zeichnete sich vor allem dadurch aus, dass auch das technisch perfekteste Gemälde in künstlerischer Hinsicht gleichzeitig ein Werk von großer geistiger Tiefe war. Nach seinem ersten großartigen Gemälde Die Wolgatreidler griff er das Thema der starken sozialen Gegensätze in diesem monumentalen Gemälde auf.
Während einer großen Dürre wandert eine endlose Menschenmenge über den staubigen, durch die lange Hitze versengten Boden. Sie tragen die wundertätige Ikone in die Kirche zurück und bemühen sich, alle feierlichen Bräuche einer solchen Prozession zu bewahren. Das gesamte Bild ist in Sonnenlicht getaucht, das zusammen mit dem azurblauen Himmel die heiße Atmosphäre eines Sommertages verdeutlicht. In diesem Gemälde hat Repin sein gesamtes bisheriges menschliches und künstlerisches Wissen zusammengefasst, und die Prozession ist zu Recht eines seiner besten Werke. Repin gelang es auf dem Gemälde wie nirgendwo sonst, Komposition und Inhalt zu verbinden. Der Betrachter hat das Gefühl, sich in dieser riesigen lebendigen Menschenmenge zu befinden.

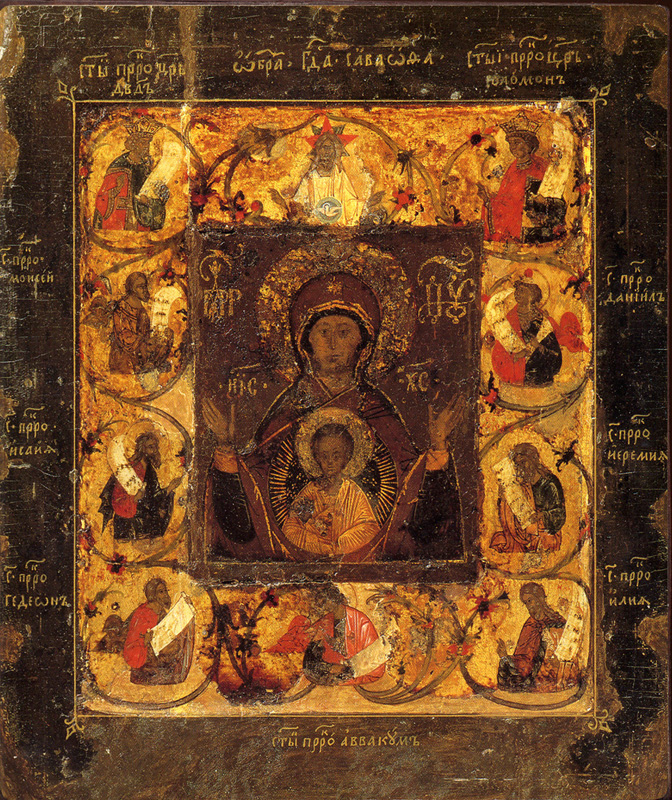
Ikone (zwischenzeitlich in New York, USA, befindlich)

Der Autor Hugo Ganz versucht in seinem 1904 erschienenen Russland-Buch Vor der Katastrophe: Ein Blick ins Zarenreich die Menschenmenge aus verschiedenen Gesellschaftsschichten in der Prozession von der Einsiedelei (russ. pustyn) Korennaja Pustyn bei Kursk folgendermaßen zu schildern (wenn auch mit einigen sachlichen Irrtümern):

„Zerlumpte Muschiks in Pelzen schleppen auf Stangen einen schweren Heiligenschrein, und hinter ihnen drängt die Dorfbevölkerung mit Fahnen und Kruzifixen. Ich erspare es mir, abermals zu wiederholen, wie malerisch das alles gesehen ist, von den Goldleisten des Heiligenschreins bis zum letzten Sonnenstäubchen der Dorfstraße. Die technische Meisterschaft ist bei Rjepin selbstverständlich. Uns fesselt bei dem Bilde wieder die ungeheure Konzentration der Stimmung. Wie gehört das alles zusammen, der berittene Gensdarm, der mit der Knute erbarmungslos hineinprügelt in das Bauernpack, damit es der Geistlichkeit und einer löblichen Ortsobrigkeit Raum mache, der halbblöde, schmierige Küster, der wohlgenährte, bärtige Pope, die Masse der Verwahrlosten, der Krüppel und Bresthaften, der vertierten Bauern, die alten Weiber. Ein langer Zug von Dummheit, Brutalität, Autoritätsdünkel, Ignoranz, ein Kapitel aus der Macht der Finsternis, das Kruzifix mißbraucht zum Hilfsrequisit der Knute, ein Symbol des russischen Regimes, wie es kein Volksredner leidenschaftlicher brandmarken konnte, und doch nur ein Bild von der Straße, das dem Moskauer Kaufmann, der es bei seinem Sonntagsgang in das Museum betrachten mag, kaum auffallen wird, so frei ist es von Tendenz.“

Dateilausschnitte des Gemäldes
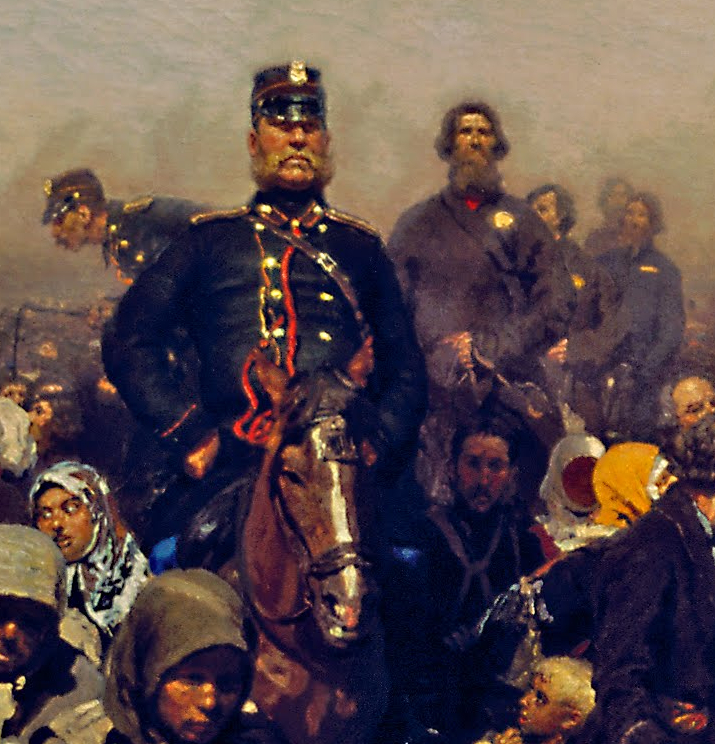
Berittener Polizeibeamter
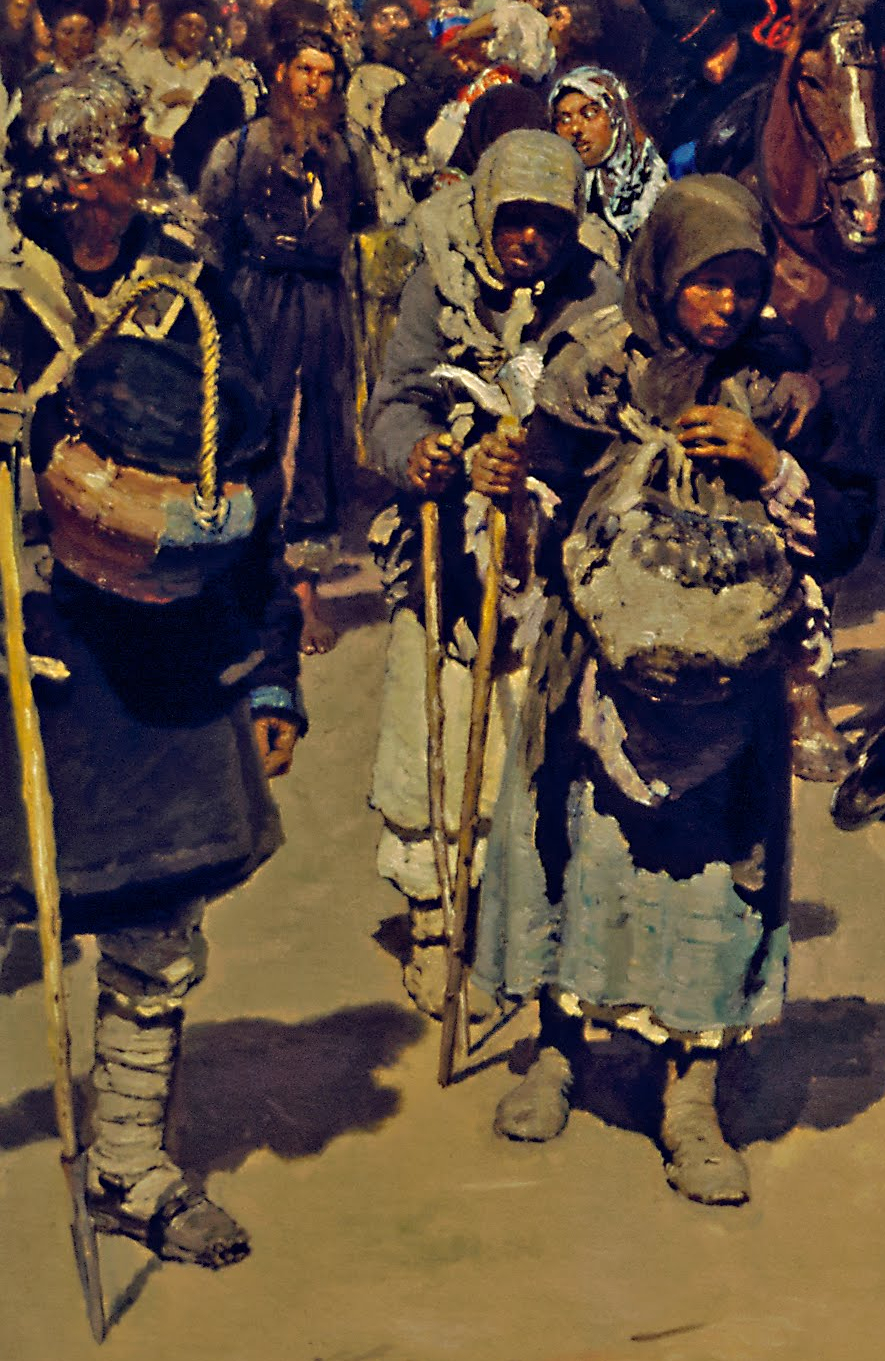
Pilger
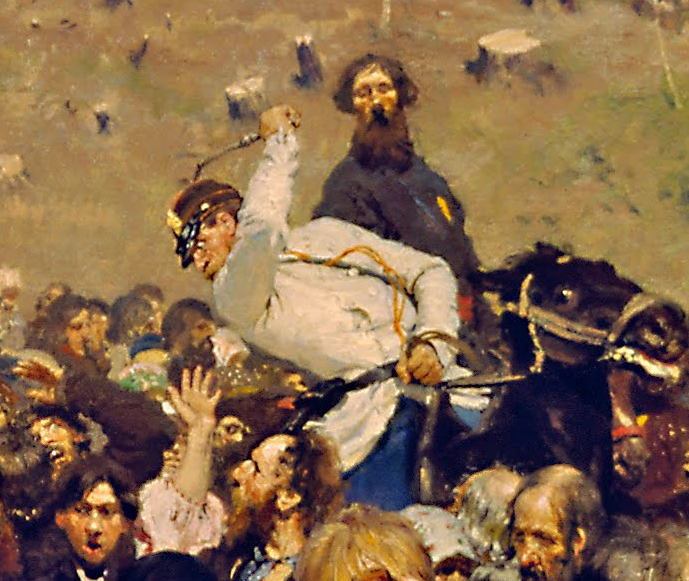
Auf einen Pilger einschlagender Offizier aus der berittenen Eskorte

- Großgrundbesitzerin mit der Ikone im Zentrum des Zuges
- Diakon mit geschwenktem Weihrauchfass
- Frau mit Ikonenkästchen (киот / kiot)
- Bauern tragen dem Zug eine Prozessionslaterne voran

Der Maler Iwan Kramskoi schrieb an den Kritiker Wladimir Stassow über die Porträtkunst Repins: „Repin vermag den russischen Mushik so zu machen, wie er ist. Ich kenne viele Maler, die unsere lieben Mushiks darstellen und sogar recht gut, aber keiner von ihnen hat es jemals nur annähernd so gemacht wie Repin.“ Der junge Repin selbst hatte 1872, im Banne der für ihn neuen Ideen, an Stassow geschrieben: „Der Richter ist jetzt der Mushik, und deshalb muss in unserer Kunst ein Anliegen zum Ausdruck gebracht werden. Das kommt mir zupass, denn wie Sie wissen, bin ja auch ich ein Mushik, der Sohn eines im Ruhestand befindlichen Gemeinen.“

Dateilausschnitte des Gemäldes
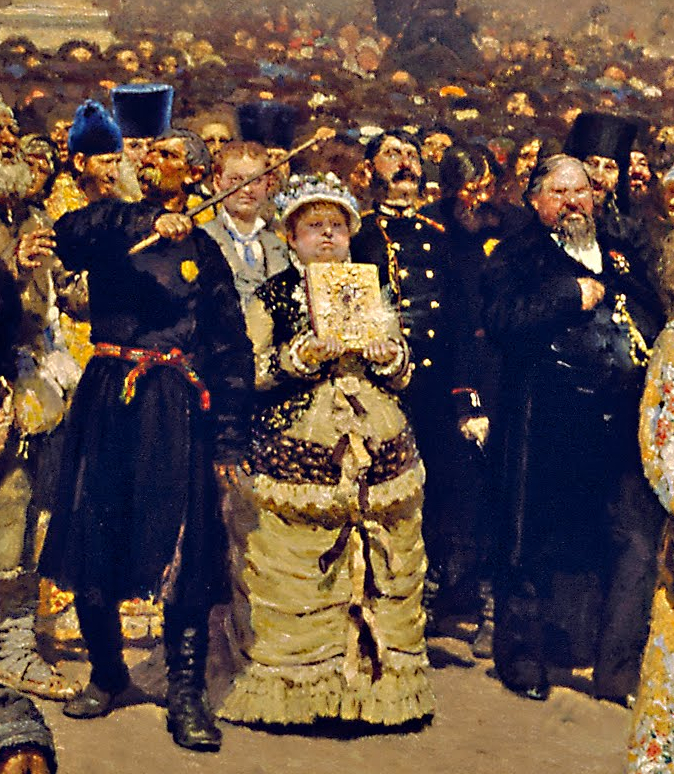
Großgrundbesitzerin mit der Ikone im Zentrum des Zuges
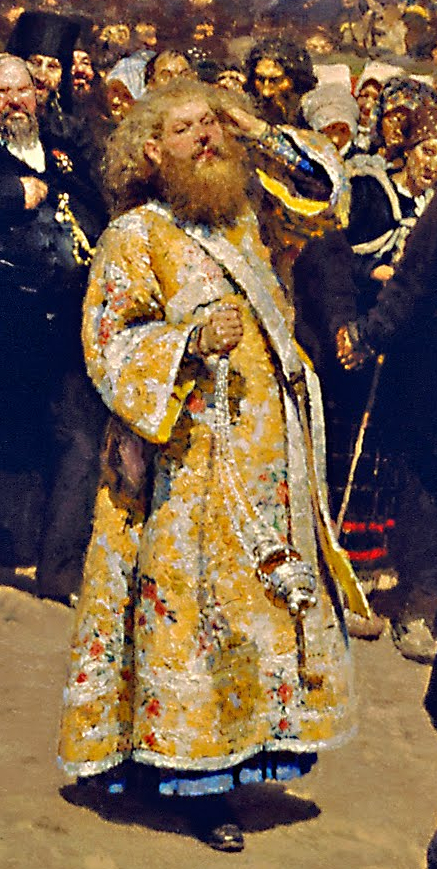
Diakon mit geschwenktem Weihrauchfass
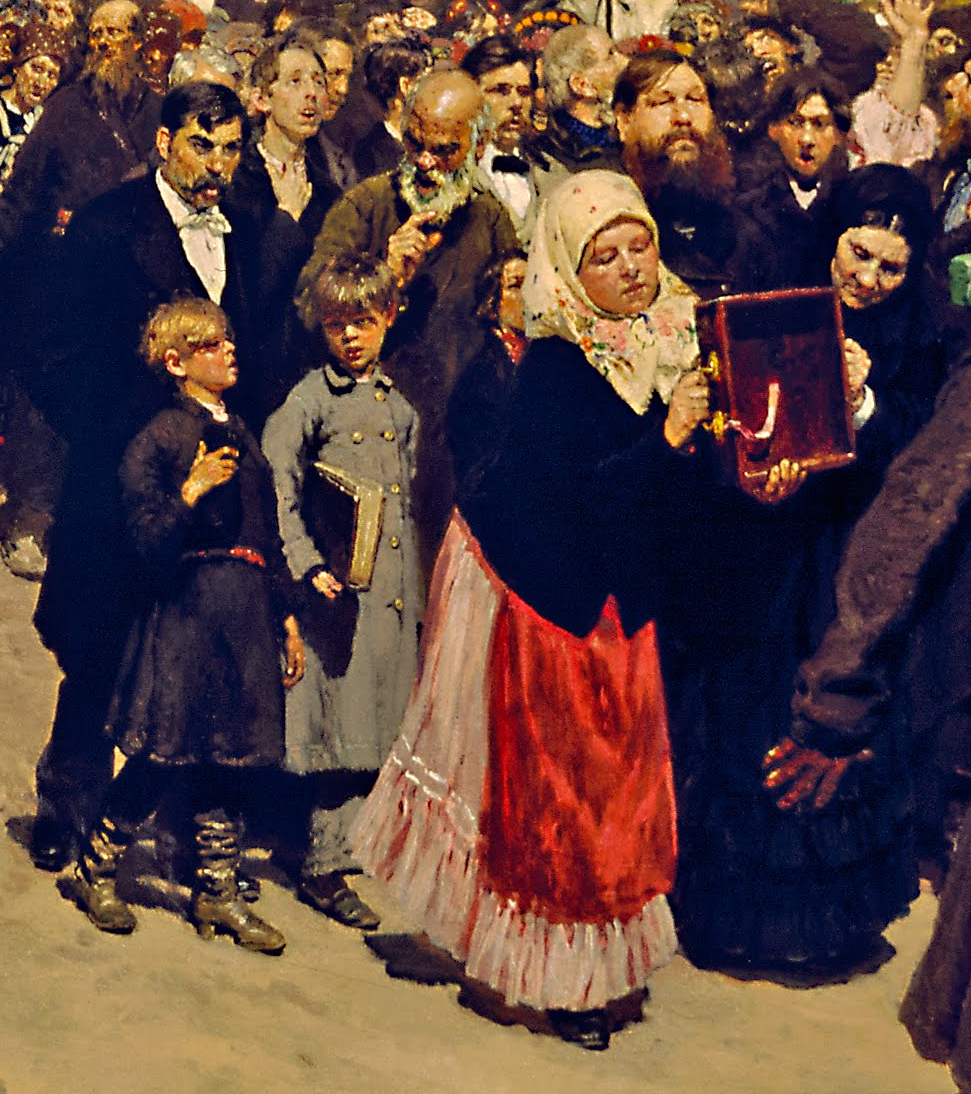
Frau mit Ikonenkästchen (киот / kiot)
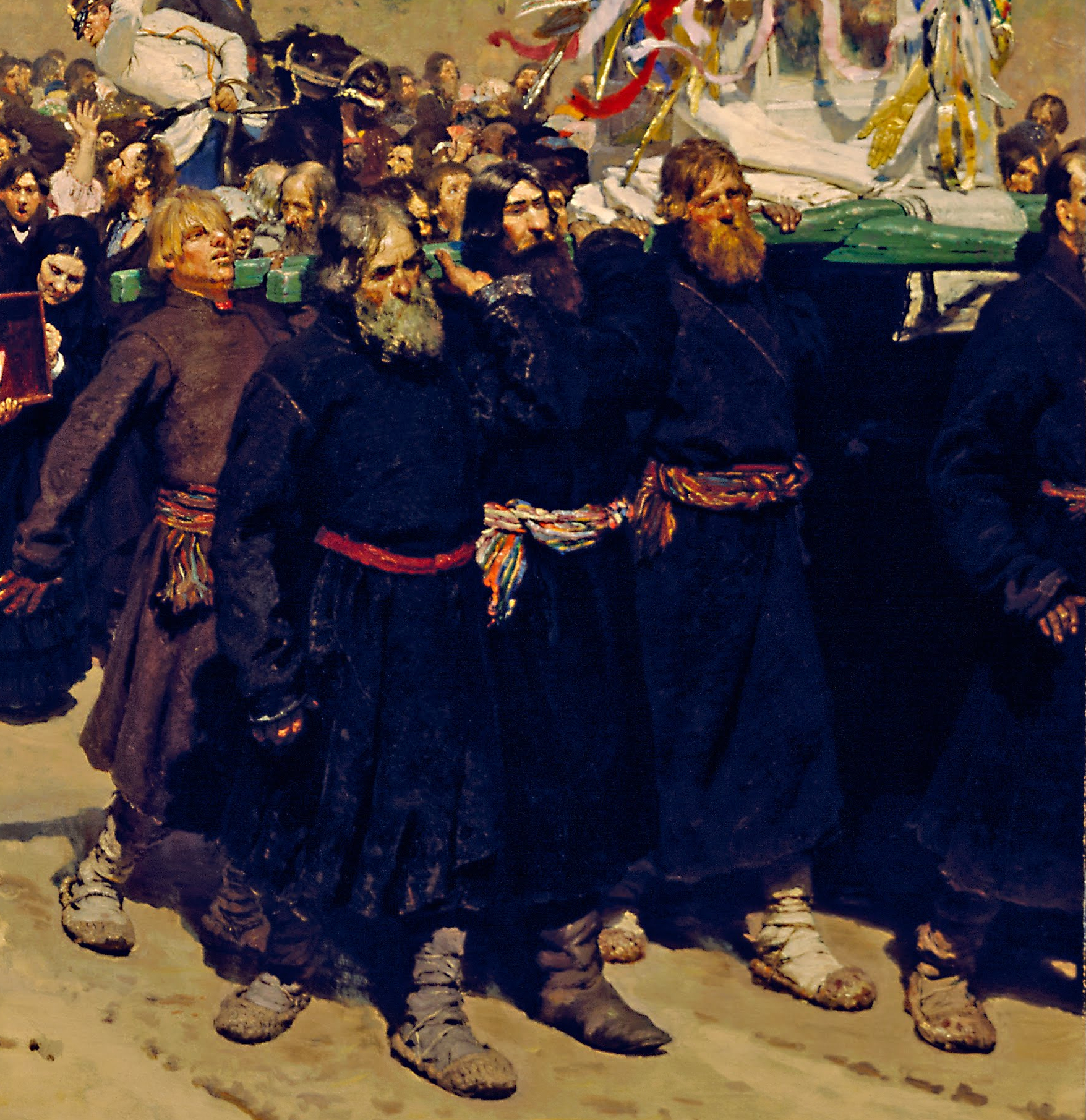
Bauern tragen dem Zug eine Prozessionslaterne voran

- Berittener Polizeibeamter
- Pilger
- Auf einen Pilger einschlagender Offizier aus der berittenen Eskorte

Nach der Fertigstellung des Gemäldes stellte Repin es 1883 auf der XI. Wanderausstellung der Vereinigung der Peredwischniki aus. Zu diesem Zeitpunkt befand es sich bereits im Besitz von Pawel Michailowitsch Tretjakow, der es nach der Ausstellung in seiner Galerie ausstellte. Mit diesem Werk begann Repins Weg zum endgültigen Ruhm.

Zur zentralen Figur des Buckligen (dem ein Bauer mit einem Stock den Weg abschneidet) und anderen Figuren bzw. Szenen hat Repin verschiedene Studien angefertigt. Die Kunsthistorikerin Ada Raev stellt zu diesem eigentlichen Helden des fertigen Bildes, der auf einer Krücke voraneilt und im Abseits gehalten werden soll, fest: 

„Allein für ihn scheint die Religion lebendig, eine Zielsprache mit Gott möglich zu sein. Über sie vermag er sein physisches Leiden und seine dadurch verstärkte soziale Benachteiligung zu kompensieren.“

## Korennaja Pustyn

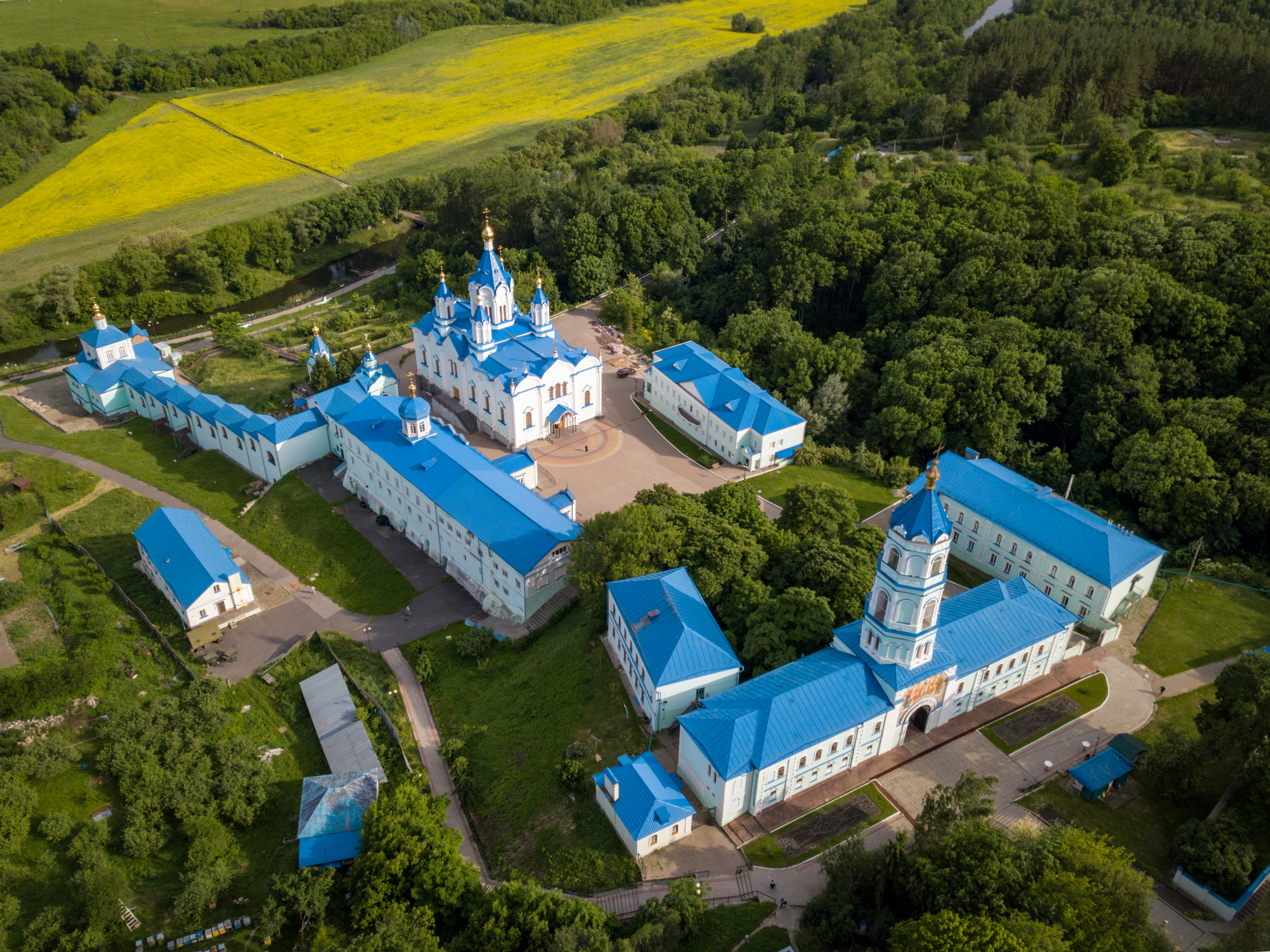
Korennaja Pustyn

Die Korennaja Pustyn (Wurzel-Einsiedelei; russisch Коренная пустынь, wiss. Transliteration Korennaja pustyn') ist ein Männerkloster der Eparchie Kursk der Russisch-Orthodoxen Kirche im Rajon Solotuchinski der Oblast Kursk. Es wurde 1597 an der Stelle gegründet, an der die Ikone Korennaja („von der Wurzel“) der Gottesmutter von Kursk gefunden wurde, die auch mit anderen Namen bezeichnet wird.

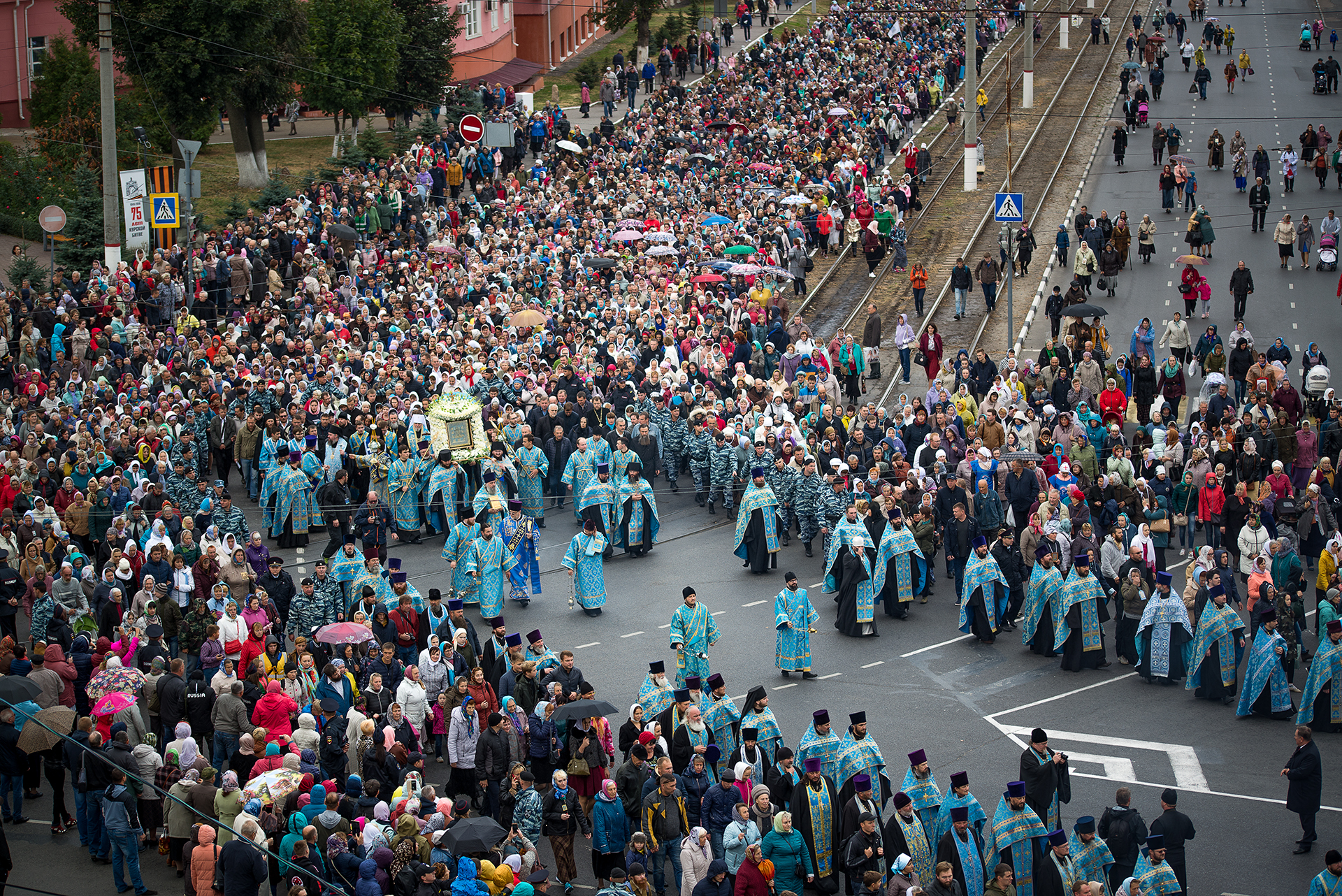
Die jährlich stattfindende Prozession in Kursk (hier am 28. September 2018 – in anderem Gewande)

Jedes Jahr begleitet eine Prozession von Tausenden von Pilgern die Überführung der Ikone vom Kloster der Muttergottes von der Wurzel in Kursk zur Einsiedelei Korennaja, die sich nördlich der Stadt, etwa 20 km entfernt, befindet. Diese Prozession wurde dargestellt.

## Thematisch verwandte Gemälde
Weitere Gemälde, die Prozessionen im nachreformatorischen Russland darstellen, sind beispielsweise Perows Ländliche Prozession (1861) und Prjanischnikows Kreuzprozession (1893).

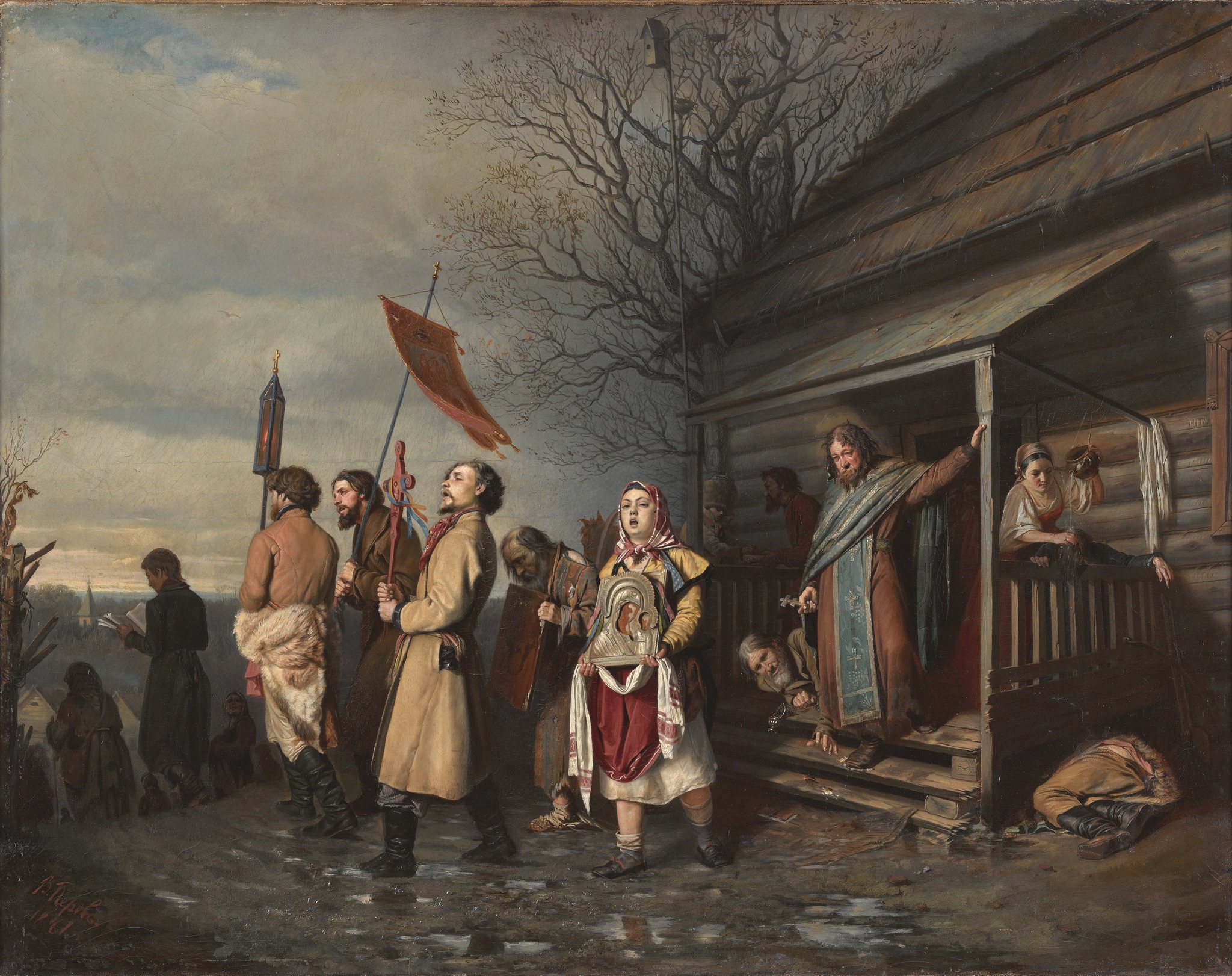
Ländliche Prozession (1861, W. G. Perow)
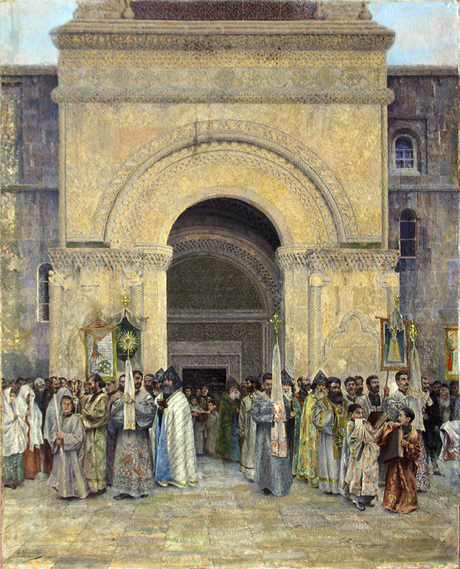
Prozession aus der Kathedrale von Etschmiadsin (1895, V. Sureniants)
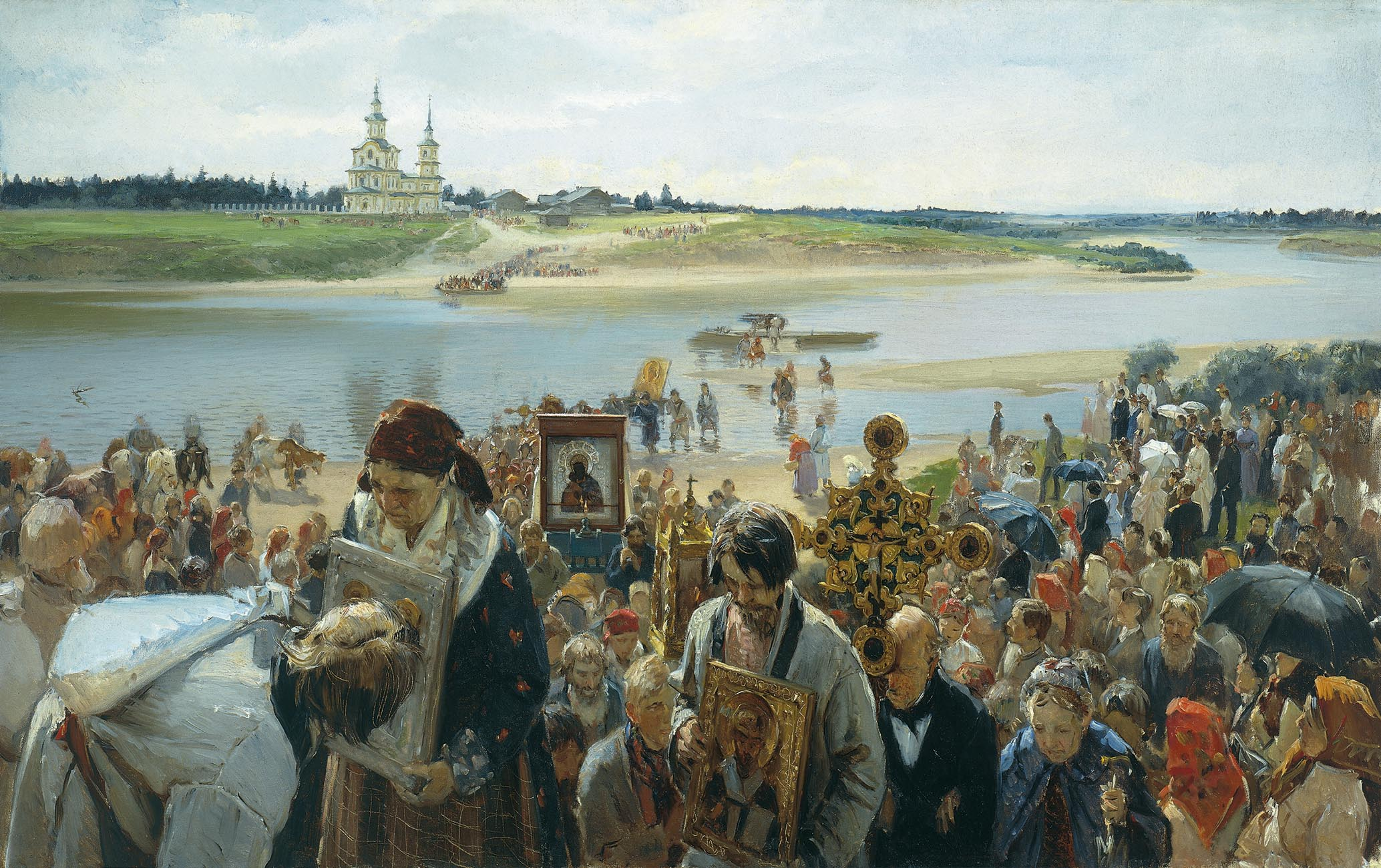
Prozession (1893, I. M. Prjanischnikow)

Diese Werke enthalten wertvolle Informationen über die kirchliche Tradition in der zweiten Hälfte des 19. Jahrhunderts und ihre Entwicklung.